# Tlumič hluku výstřelu

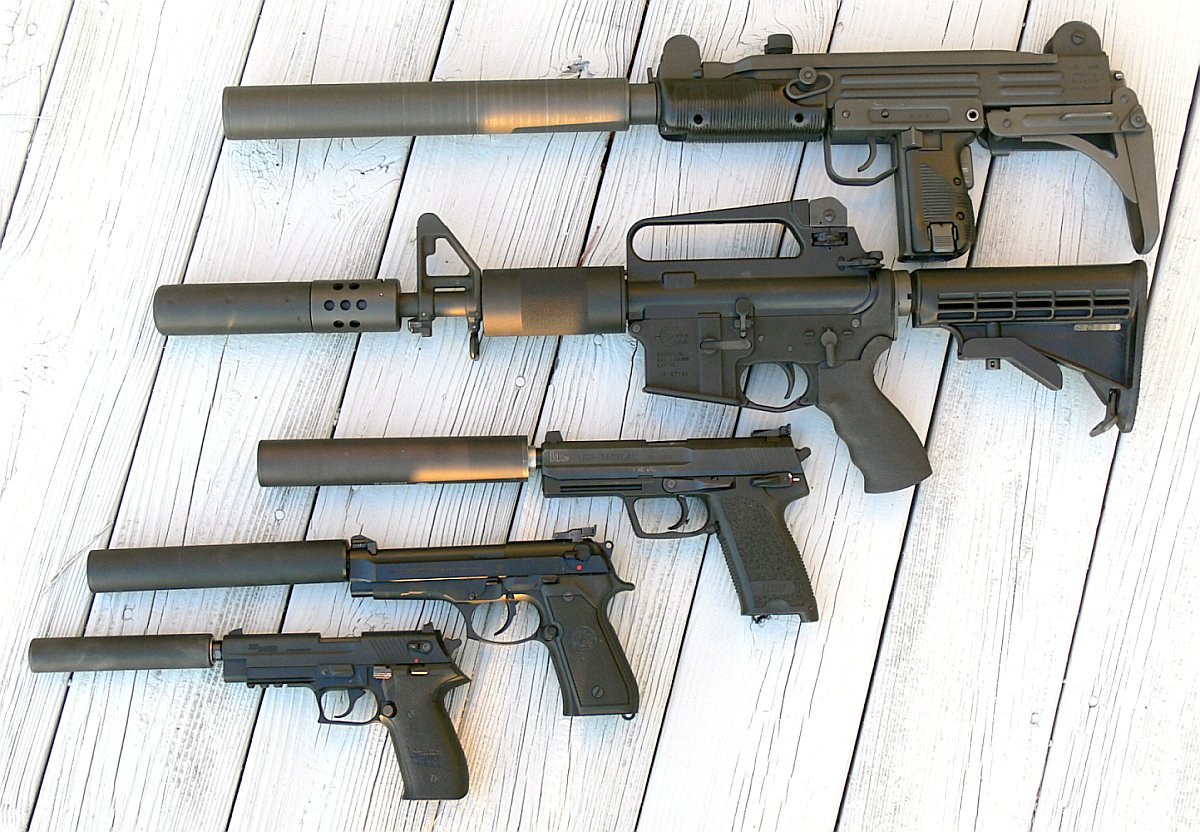
Několik zbraní s tlumičem hluku výstřelu

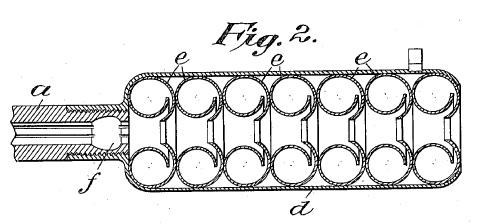
Nákres tlumiče hluku výstřelu z patentu Hirama Maxima

Tlumič hluku výstřelu (dále jen tlumič, anglicky suppressor, silencer, sound moderator, sound suppressor) je zařízení, které slouží k potlačení akustického a optického povýstřelového efektu. Upevňuje se na hlaveň palné zbraně nebo je do této zbraně zcela integrováno. Použití tlumiče také snižuje zpětný ráz zbraně. 
Obdobným zařízením určením i konstrukcí je tlumič výfuku, který bývá součástí výfukového systému spalovacích motorů. Použití tlumiče hluku výstřelu snižuje hlukovou zátěž v okolí střelce, čímž zvyšuje komfort pro střelce samotného i jeho okolí (např. další střelci, lovečtí psi nebo obyvatelé v okolí střelnic). Zároveň dochází ke zmenšení demaskujícího účinku výstřelu (u speciálně konstruovaných zbraní i velmi výrazně). Přes pozitivní efekty je dlouhodobě mediálně-politický obraz nastaven proti běžnému používání popř. liberalizaci jejich držení a používání tlumičů je běžně mylně asociováno s kriminální činností.
První tlumič hluku výstřelu sestrojil v roce 1902 amatérský automobilový závodník a rádioamatér Hiram Percy Maxim, syn vynálezce samočinného kulometu Hirama S. Maxima. Hiram P. Maxim, který na tlumič hluku výstřelu získal ve Spojených státech amerických v březnu 1909 patent (č. 916885), je také uváděn jako vynálezce tlumiče výfuku pro automobily, na kterém pracoval paralelně s vývojem tlumiče pro palné zbraně. Maxim založil společnost Maxim Silent FirearmsCo., která vyráběla tlumiče pod názvem Maxim Silencer.
Tlumič hluku výstřelu je dle českého zákona o zbraních zbraň kategorie C, která je dále v zákoně definována takto: 
| „                               | Tlumiče hluku výstřelu, kterými jsou zařízení určená pro použití s palnou zbraní a konstruovaná pro celkové snížení hluku výstřelu při ostré střelbě, a to včetně snížení hluku výstřelu ve směru střelby. | “ |
| — Zákon o zbraních § 6 písm. d) | |   |

Tlumič hluku výstřelu by neměl být zaměňován s tzv. lineárním kompenzátorem (lidově nazývaným jako prase), který se také upevňuje na ústní hlavně, ale na rozdíl od tlumiče slouží k usměrnění plynů, zvuku a plamene vznikajících při výstřelu směrem k cíli. Nedochází k tak výraznému ztišení výstřelu jako u tlumiče.

## Princip funkce
Při výstřelu dochází uvnitř zbraně k zapálení výbušné směsi. To se projeví náhlou expanzí horkých plynů, které vymetou projektil z hlavně. V okamžiku, kdy projektil opustí hlaveň, dojde k úniku přetlaku do okolí a prudkému zchlazení plynů. To má za následek hlasitý zvuk. V případě pohybu střely nadzvukovou rychlostí je dalším zvukovým efektem tzv. sonický třesk/balistický třesk, vznikající v okamžiku opuštění hlavně a vstupu střely do okolní atmosféry. Dalším efektem, který lze při výstřelu pozorovat, je záblesk hořících plynů.

### Účinnost
Zvuk, který vzniká při výstřelu, nelze úplně potlačit. To, že současné tlumiče jsou schopné zredukovat zvuk až na relativně tiché hvízdnutí, je poměrně častá a nereálná představa. Objevuje se ve filmu a v počítačových hrách. Ve skutečnosti dosahuje útlum hluku takových hodnot (10-15 dB), že je výstřel stále dobře slyšitelný.
Jak moc je zvuk utlumen, je závislé i na ráži projektilu a jeho rychlosti. Pro účinnost tlumiče hluku je nutno, aby se střela na ústí hlavně pohybovala podzvukovou rychlostí, v opačném případě nelze utlumit balistický třesk vznikající při vstupu střely do okolní atmosféry. Pro tyto účely se vyrábí speciální podzvukové střelivo (subsonické), některé ráže (.45 ACP) se v zásadě na ústí hlavně pohybují podzvukovou rychlostí, ale toto je dáno délkou hlavně.

## Rozdělení

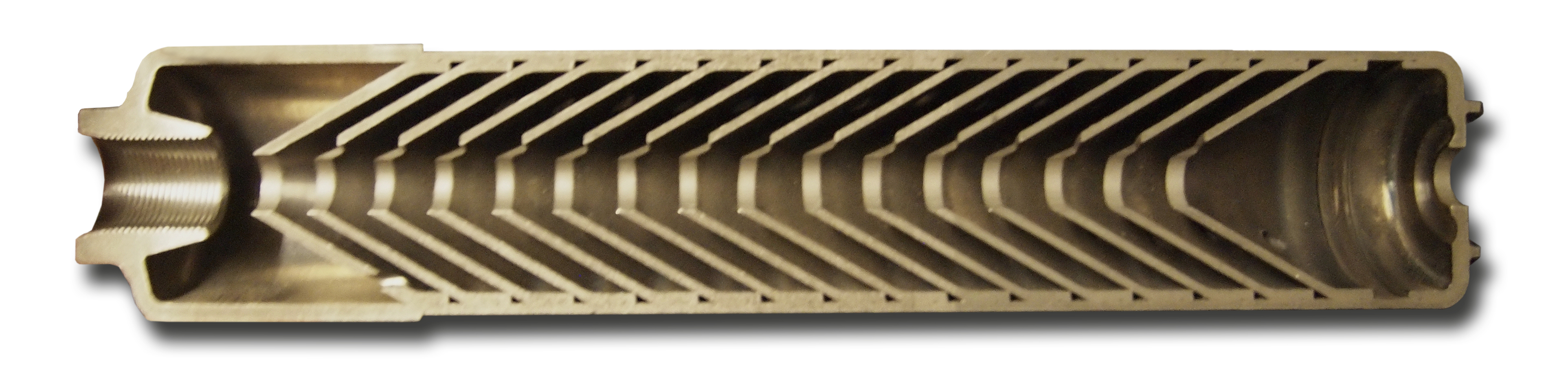
Řez typickým bezkontaktním odnímatelným tlumičem

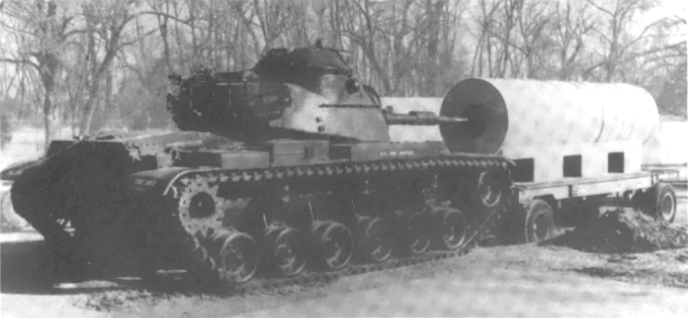
Experimentální tlumič pro tankový kanón

Podle konstrukce, způsobu utlumení akustického efektu a upevnění na zbraň se rozlišuje několik typů:
- dle konstrukce (nemusí být vzájemně exkluzivní)
  - bezkontaktní (tzv. otevřené)
  - kontaktní (s prostřelitelnými přepážkami, tzv. uzavřené)
  - s tlumicí vložkou (např. drátěnka, ocelová vlna, pěna)
  - modulární
  - improvizované
- dle možnosti rozebrání k čistění
  - rozebíratelné
  - nerozebíratelné
- dle uchycení na zbrani
  - pevné (integrální)
  - odnímatelné (nasazované na ústí hlavně)
    - pomocí šroubového závitu (metrického nebo palcového)
      - se zesilovačem zpětného rázu (pro samonabíjecí pistole)

    - rychloupínací
- dle ráže
  - malořážové (např. 22LR)
  - velkorážové (např. 9mm Luger)
  - tlumiče pro brokovnice
- dle materiálu
  - ocelové
  - hliníkové (duralové)
  - titanové
  - plastové (včetně 3D tisku)

## Konstrukce

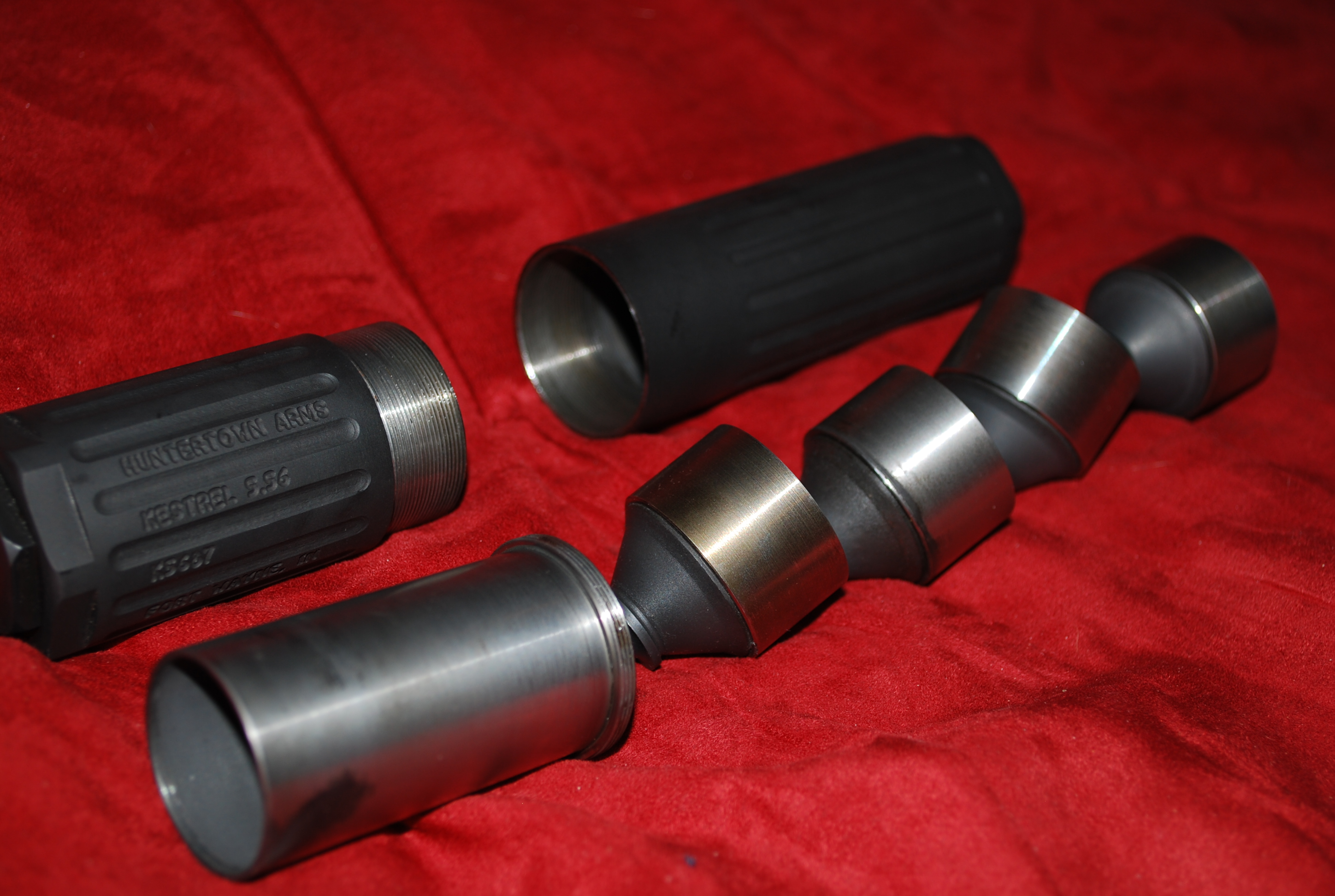
Tlumič rozebraný k čištění

Tlumič je typicky konstruován jako dutý kovový válec. Nejčastěji používanými materiály jsou ocel nebo hliník. Tento válec je rozdělen do několika komor. Počet komor se pohybuje v počtu od čtyř do patnácti. První komora se nazývá expanzní a je největší - její velikost závisí mimo jiné i na tom, zda je tlumič pevnou či odjimatelnou součásti hlavně. Další komory jsou menší a mají stejnou velikost. Přepážky oddělující jednotlivé komory lze rozdělit na bezkontaktní a kontaktní.

### Bezkontaktní

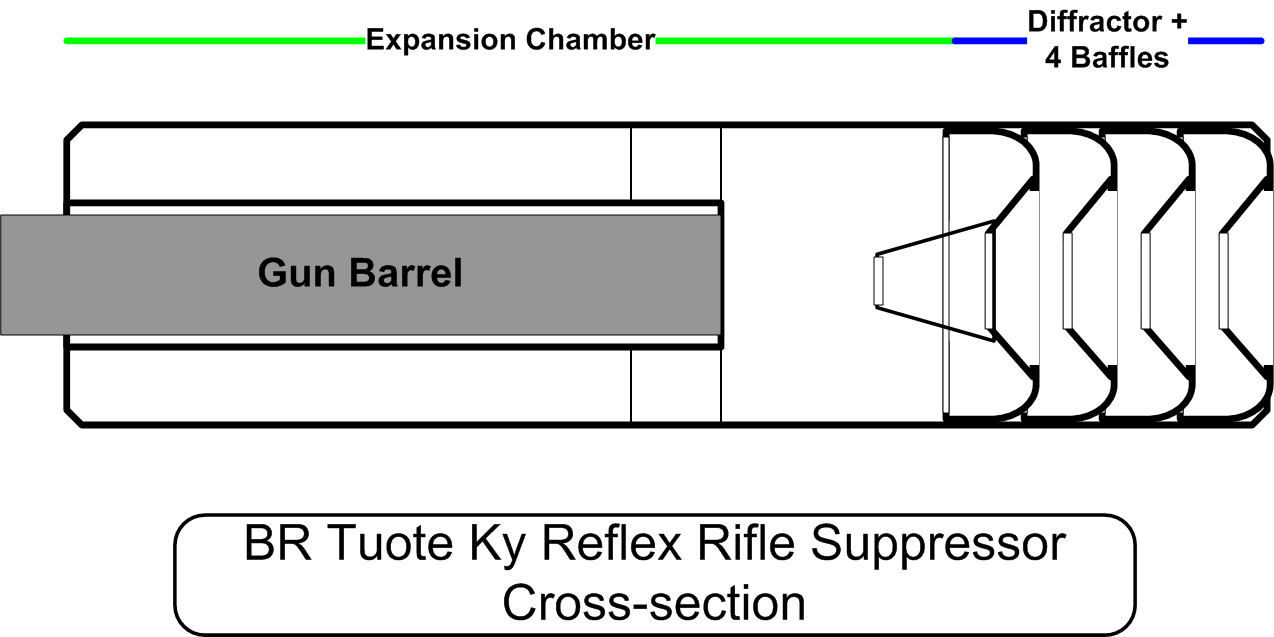
Odnímatelný tlumič - krátký

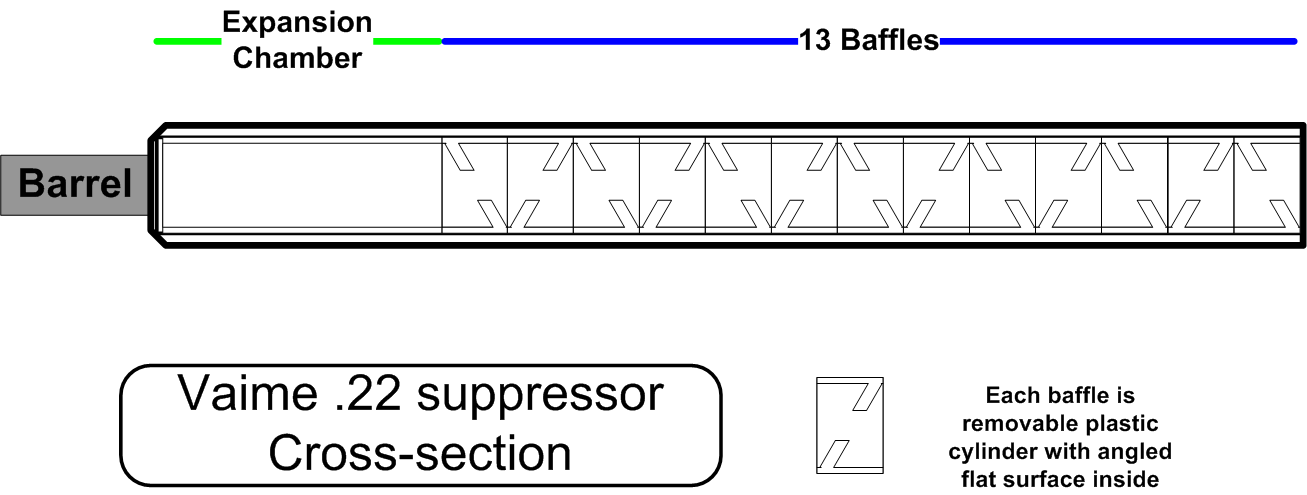
Malorážkový tlumič - dlouhý

Přepážky (anglicky baffles) jsou kruhové oddělovače, které rozdělují jednotlivé komory a mají otvor, který je nejméně o 1 mm větší, než je ráže zbraně (běžně o cca 5 až 10 % než je průměr střely).
Typickým materiálem jsou nerezová ocel, hliník, titan, v případě malorážky může být použít i plast. Pro samočinnou zbraň se používají materiály s vysokou teplotní odolností, nelze tedy použit hliník.
Jednotlivé přepážky jsou od sebe odděleny „mezerníkem“, který zaručuje konstantní vzdálenost. V mnoha případech jsou přepážky vyráběny tak, že je „mezerník“ jejich součástí, a lze je tedy skládat rovnou vedle sebe.

### Kontaktní
Přepážky (anglicky wipes) jsou kruhové oddělovače obvykle vyrobené z gumy, plastu nebo pěny. Při výstřelu se o ně projektil otírá. Přepážky nemusejí mít vyvrtaný otvor - ten se vytvoří při prvním výstřelu.
Z principu vyplývá, že tento druh tlumiče je účinný jen pro malé množství výstřelů (ne více než pět).

### Vložky
Pro zvýšení účinnosti je možné umístit do expanzní komory vložku, která lépe rozptýlí a ochladí unikající plyn.
Jako vložka může být užito ocelové vlny (rychle degraduje, vydrží maximálně 10 výstřelů) nebo železné sítě, která vydrží stovky až tisíce výstřelů ze samonabíjecí zbraně. Pro samočinnou zbraň je to pochopitelně méně.

### Mokré tlumiče
Jsou takové, které mají v expanzní komoře malé množství tekutiny (voda, olej, tuk), která pohlcuje tlak a účinněji ochlazuje povýstřelové zplodiny.
Podle použitého druhu kapaliny se mění i účinnost tlumiče.
Voda je velice efektivní, ale protože jsou plyny velice horké, dochází k jejímu odpařování.

### Improvizované tlumiče
Mezi ně lze zařadit veškeré předměty, které mohou utlumit výstřel. Tyto tlumiče jsou především charakteristické tím, že je lze použít pouze na jeden či max. několik málo výstřelů a dochází k jejich nevratné deformaci. Zároveň se málokdy uchycují na zbraň (obvykle je střelec drží před ústím hlavně v ruce). K nejčastějším předmětům tohoto typu patří filtr motorového oleje (konstrukčně podobný tlumiči, nutná přechodka) nebo PET láhev (nasazená hrdlem na hlaveň). Ale je velmi málo účinná cca o 2-7 dB při pouze jedné neupravené PET láhvi.

## Zobrazení tlumičů v médiích a zábavním průmyslu
Zobrazení tlumičů ve filmové tvorbě, ale i počítačových hrách se často odchyluje od skutečné funkce a účinnosti tlumičů. Běžně zobrazení tlumičů je takové, že je možné bez dalších úprav připevnit na téměř jakoukoliv zbraň a jejich účinnost pak umožňuje prakticky bezhlučnou střelbu a to bez ohledu na použité střelivo a jeho ráži (tzv. hollywood silencer, česky hollywoodský tlumič). S výjimkou speciálních jednotek jsou zpravidla tlumiče používány nájemnými vrahy, což má negativní vliv na společenské vnímání tlumičů včetně jejich skutečné účinnosti.

## Legislativa

### Evropa
- Evropská unie

Mapa legálnosti tlumičů v Evropě
Tlumiče jsou neregulované
Tlumiče je možné vlastnit jako běžnou zbraň (pro lov, sport, obranu nebo bez nutnosti udání důvodu)
Tlumiče je možné vlastnit pouze na výjimku
Tlumiče je zakázáno vlastnit
Chybějící nebo nejasné informace

  - Česká republika: Dle zákona o zbraních je tlumič hluku výstřelu zbraní kategorie C, pro jehož nákup je nutný zbrojní průkaz (či zbrojní licence) a následná registrace Policií ČR. Před únorem 2021 byl dle zákona tlumič kategorizován jako doplněk kategorie A a k jeho vlastnictví bylo nutné získat nenárokovou výjimka od Policie ČR. Uvolnění prodeje tlumičů od roku 2021 prosadil ve sněmovně tehdejší ministr vnitra Jan Hamáček z ČSSD.[12] Tlumiče může jejich oprávněný držitel nosit pouze na střelnici nebo v místech, kde je k tomu oprávněn podle zvláštního právního předpisu.[13]
  - Bulharsko: Tlumiče spadají do kategorie zakázaných zbraní pro jejichž vlastnictví je nutná nenároková výjimka vydaná policií.
  - Dánsko: Tlumiče (lyddæmper) je možné vlastnit a používat pro lov nebo sport.
  - Estonsko: Tlumiče (summuti) je možné vlastnit a používat pro lov nebo sport.
  - Finsko: Tlumiče (äänenvaimennin) je možné vlastnit a používat pro lov nebo sport.[14]
  - Francie: Tlumiče (silencieux, modérateur de son) pro malorážové zbraně s okrajovým zápalem jsou neregulované.
  - Litva: Tlumiče (slāpētājs, klusinātājs) patří mezi zakázané zbraně kategorie A.
  - Lotyšsko: Tlumiče (slāpētājs, klusinātājs) je možné vlastnit a používat pro lov nebo sport.
  - Německo: Na tlumiče (schalldämpfer) se vztahují stejné podmínky jako na zbraně pro které jsou určené.
  - Polsko: Tlumiče jsou neregulované., ale do roku 2021 bylo zakázáno vlastnit (registrovat) zbraně opatřené závitem pro upevnění tlumičů.
  - Portugalsko: Schválené tlumiče a moderátory (silenciador, moderador) s útlumem do max. 50dB patří od roku 2019 mezi zbraně kategorie C a je možné je vlastnit pro lovecké nebo sportovní účely pro použití s dlouhou zbraní kategorie C. Ostatní podobná zařízení jsou zakázané zbraně kategorie A.[15]
  - Rakousko: Tlumiče (schalldämpfer) spadají do kategorie zakázaných zbraní pro jejichž vlastnictví je nutná nenároková výjimka vydaná policií.
  - Slovensko: Tlumiče spadají do zbraní kategorie A resp. je tzv. zakázaným doplňkem zbraně (slovensky tlmičom hluku výstrelu je zariadenie na obmedzenie úsťového hluku). Pro vlastnictví zbraní kategorie A je nutná nenároková výjimka vydaná policií. [pozn. 2][16]
  - Slovinsko: Tlumiče jsou od poloviny roku 2021 neregulované. Předtím se jednalo o zakázané zbraně a slovinská vláda neplánovala tento stav měnit.[17]
  - Švédsko: Tlumiče (ljuddämpare) je možné vlastnit a používat pro lov nebo sport.
- Norsko: Tlumiče (lyddemper) jsou neregulované.
- Rusko: Tlumiče (глушитель, glušitěl) patří mezi zakázané zbraně.
- Spojené království: Tlumiče je možné vlastnit na základě výjimky.
- Švýcarsko: Tlumiče je možné vlastnit na základě výjimky.
- Ukrajina: Tlumiče jsou neregulované.

### Spojené státy americké

Mapa legálnosti tlumičů v USA
Tlumiče je legální vlastnit i používat k lovu
Tlumiče je legální vlastnit, používat k lovu nikoliv
Tlumiče jsou nelegální

Federální legislativa řadí tlumič mezi tzv. Title II weapons, pro jejichž vlastnictví je nutné zaplatit kolek v hodnotě 200 dolarů a vyčkat na schválení a registraci ze strany Úřadu pro alkohol, tabák, zbraně a výbušniny. Jednotlivé státy si mohou stanovit další regulace popř. vlastnictví zcela zakázat. Na federální úrovni bylo neúspěšně navrženo zmírnění regulací tlumičů (např. Hearing Protection Act of 2017).
- Ve většině státu je možné tlumiče (po splnění federálních požadavků) vlastnit i užívat k lovu.[pozn. 3]
- Ve státech Connecticut a Vermont je možné tlumiče vlastnit, ale jejich použití k lovu je zakázáno.
- Státy Delaware, Havaj, Illinois, Kalifornie, Massachusetts, New York, New Jersey, Rhode Island a většina terotoriií vlastnictví tlumičů zakazují.

### Ostatní státy
- Austrálie: Tlumiče jsou prakticky zakázané.[19]
- Kanada: Tlumiče jsou zakázané.[20]
- Nový Zéland: Tlumiče jsou legální.[21]

## Zbraně s integrovaným tlumičem
- Karabina De Lisle
- Samopal Sten Mk II S a Mk IV (varianty s integrovaným tlumičem)
- High Standard HDM
- Heckler & Koch MP5SD (varianta s integrovaným tlumičem)
- PSS
- VSS Vintorez
  - AS Val
- Welrod
- Brügger & Thomet VP9 (inspirováno Welrodem)

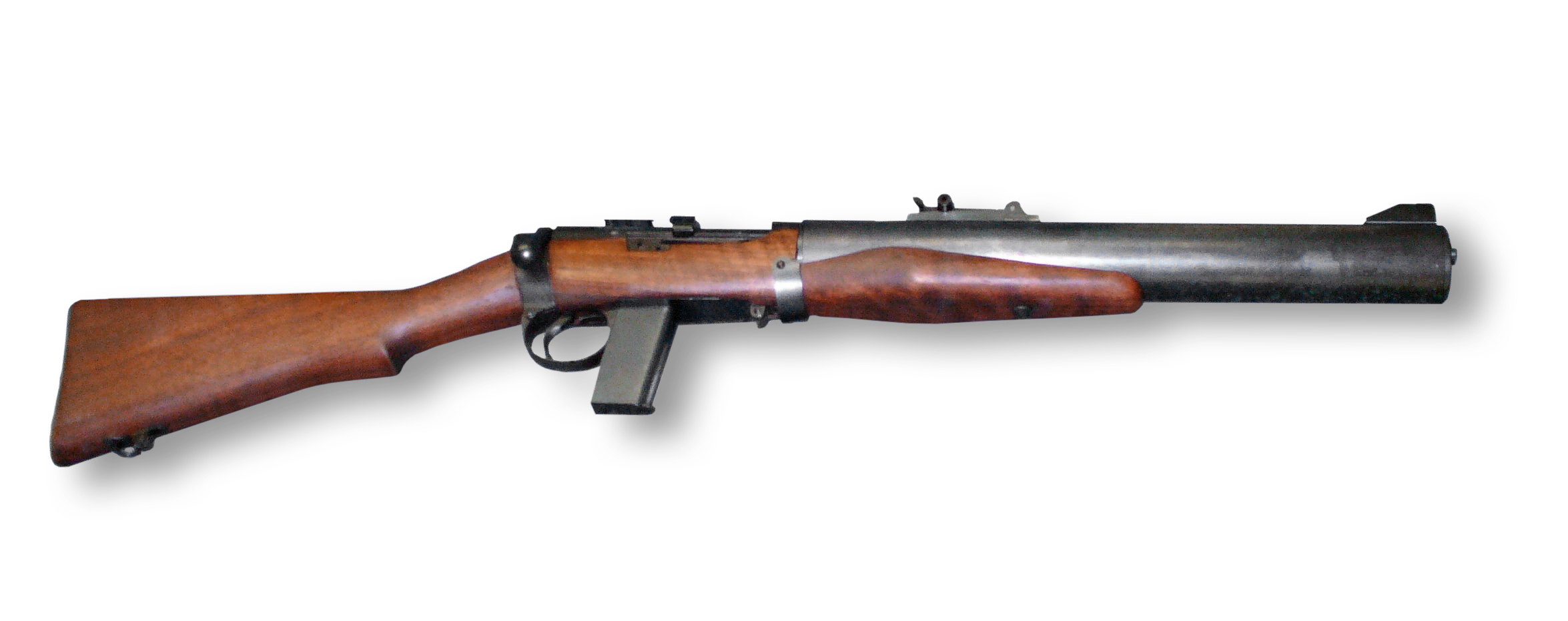
De Lisle
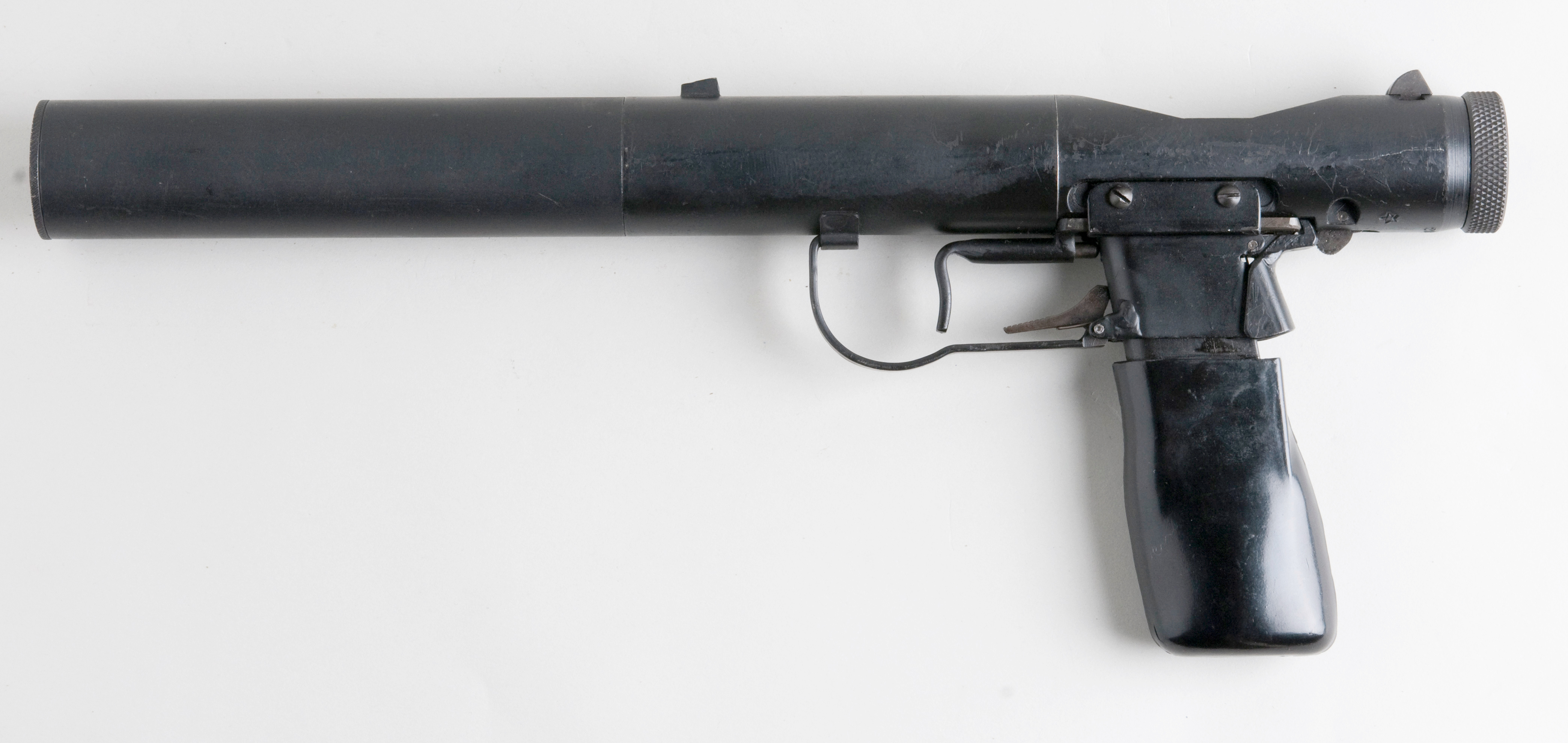
Welrod
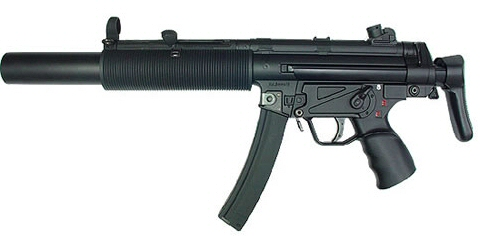
H&K MP5SD
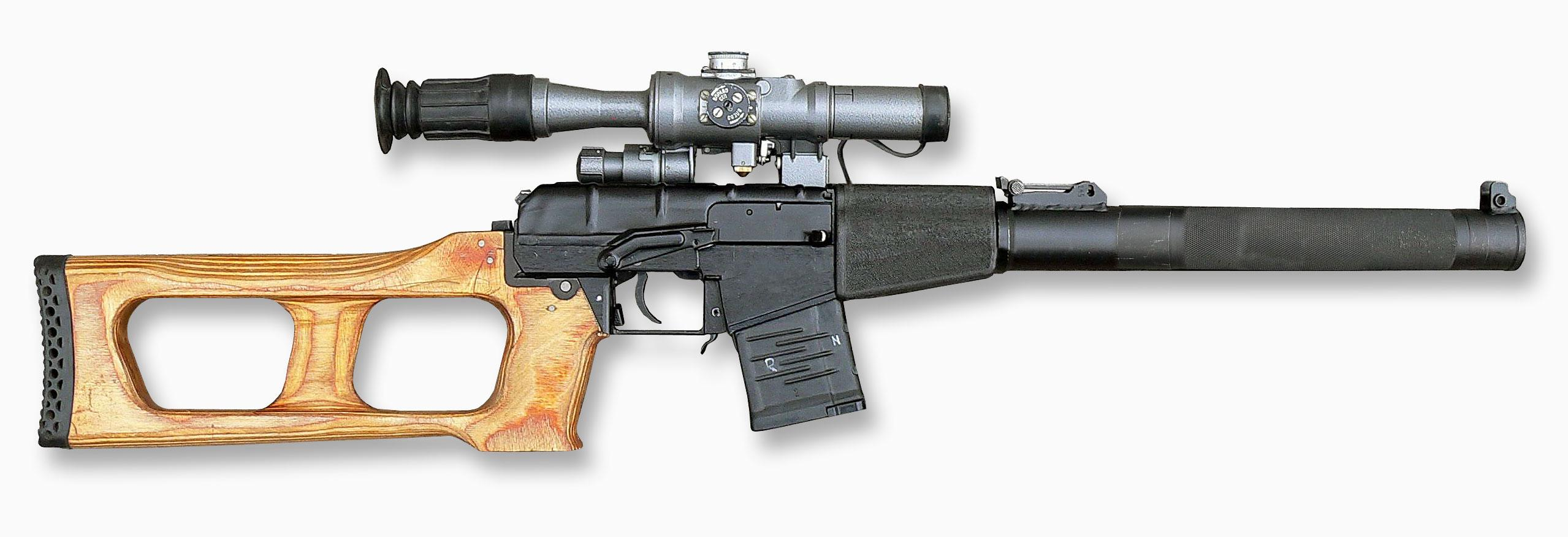
VSS Vintorez

## Výrobci
- Česko: 
  - BeeSilent
  - G.I.S.
- Dánsko: 
  - SAI
- Finsko: 
  - Ase Ultra
  - Jaki
- Německo:
  - Blaser
- Norsko: 
  - A-TEC
  - Freyr & Devik
  - Hausken
  - Svemko
- Švédsko: 
  - AimSport
- Švýcarsko: 
  - Brügger & Thomet
- USA: 
  - Advanced Armament Corporation
  - Gemtech
  - SilencerCo

### Poznámka
1. ↑  Decibel (dB) je logaritmická jednotka: Pokles intenzity o 3 dB znamená pokles o polovinu a naopak při zesílení o 3 dB dojde ke zvýšení intenzity na dvojnásobek.
2. ↑  Zákon nicméně neuvádí postup pro získání výjimky na zakázaný doplněk zbraně.
3. ↑  Na počátku 20. let 21. století proběhla v některých státech USA (např. Texas) snaha obejít federální regulace vlastnictví tlumičů, které jsou vyrobeny, registrovány i vlastněny a používány pouze v daném státu.[18]